# Beulah Poynter
Beulah Poynter (6 de junio de 1883 – 13 de agosto de 1960) fue una escritora, dramaturga y actriz estadounidense. Aunque su carrera pasó por Broadway y Hollywood, Poynter fue más conocida por sus papeles protagonistas en compañías de teatro y giras y como prolífica escritora de novelas románticas y de misterio. Los aficionados al teatro recordarán sobre todo a Poynter por su papel protagonista en Lena Rivers, un drama que adaptó al teatro a partir de la novela de Mary J. Holmes.

## Primeros años
Beulah Marguerite Poynter nació en el norte de Misuri, en Eagleville, y se crio en la cercana Bethany. Era hija de Henry Douglas Poynter y Lucy "Lula" Walters y hermana mayor de los hermanos Fred y Victor. Su padre, director de hotel, era de Misuri y su familia procedía de Kentucky, mientras que su madre nació en Iowa de padres que habían emigrado de Ohio. Poynter era descendiente paterna de James Nevill, un veterano de Virginia de la guerra de Independencia de los Estados Unidos. En su juventud, Poynter asistió a las escuelas de la zona antes de unirse al coro de una compañía de ópera local alrededor de los dieciséis años.

## Carrera

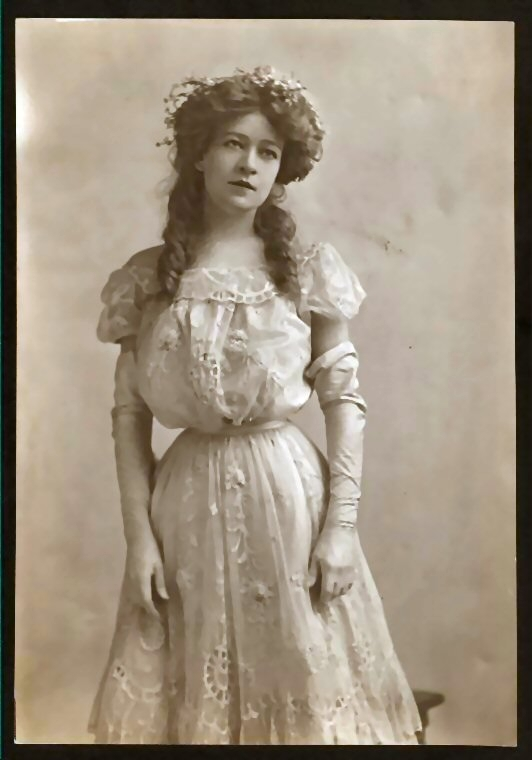
Beulah Poynter

En 1904, Poynter ya era una de las actrices principales de la Eastern Company en Out of the Fold, una comedia dramática de Langdon McCormick. Al año siguiente, se unió a la Pavilion Stock Company para interpretar el papel de Bossy en la producción de la comedia de Charles Hale Hoyt, A Texas Steer. En agosto de 1905, Poynter comenzó una gira interpretando el papel principal en una dramatización de Edward W. Roland y Edwin Clifford de la novela de Charlotte Mary Brame, Dora Thorne. Poco más de un año después, a partir de octubre de 1906, Poynter se embarcó en una gira con Nixon and Co. interpretando el papel principal de Lena Rivers, un drama que había adaptado de la novela de Mary J. Holmes. La obra fue un éxito entre los espectadores y estuvo de gira con Poynter al frente durante cuatro temporadas.

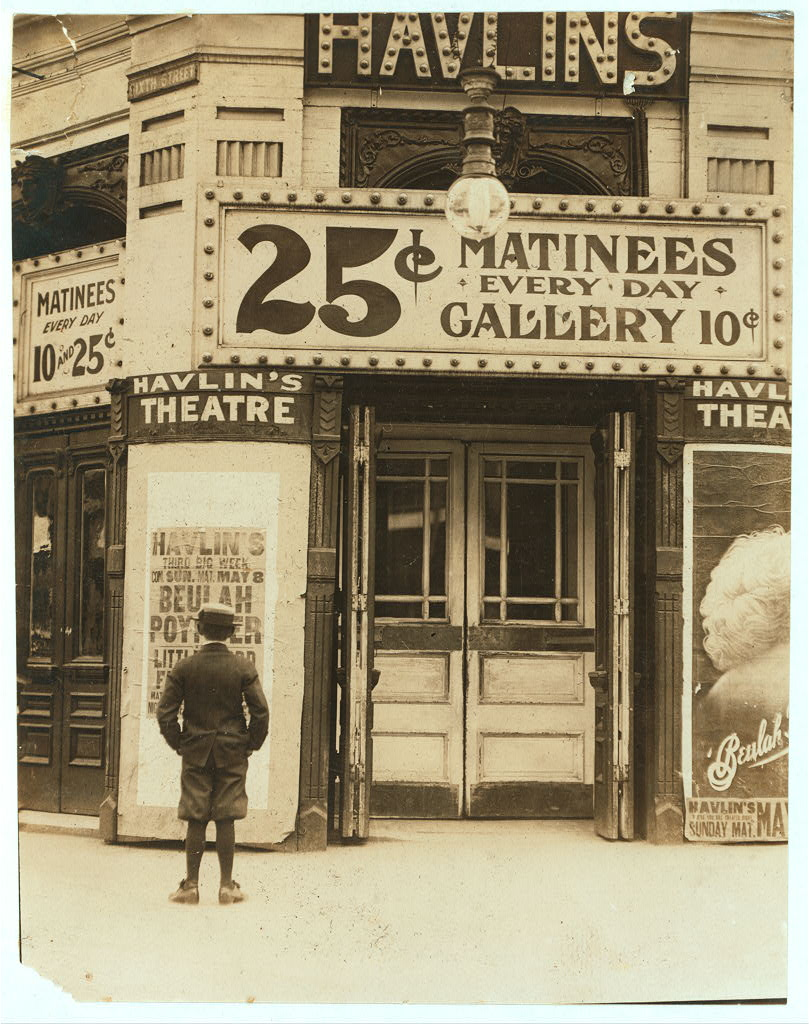
Teatro en San Luis, Misuri, anunciando la aparición de Poynter en Little Lord Fauntleroy (1910)

En agosto de 1910, Poynter inició una gira para presentar The Little Girl He Forgot, un drama que escribió y protagonizó como June Holly. La obra estuvo de gira hasta abril de 1911 y ese mismo mes de agosto se representó en el Majestic Theatre de Fort Wayne, Indiana, su dramatización de la novela de Edward Eggleston The Hoosier Schoolmaster y la obra original de Poynter Mother's Girl. En octubre, en el Park Theatre de Indianápolis, interpretó a Rosalie en la obra de Edward Peple The Call of the Cricket.
Poynter continuó de gira con su propia compañía, a menudo en reposiciones de Lena Rivers, The Little Girl He Forgot y Mother's Girl. En noviembre de 1911 ya protagonizaba producciones itinerantes de A Kentucky Romance, una comedia dramática escrita específicamente para ella por Joseph Le Brandt. La compañía de Poynter siguió de gira con A Kentucky Romance y Lena Rivers durante los primeros meses de 1913, antes de unirse a una compañía de vodevil esa primavera con un sketch de farsa titulado Dear Doctor.

## Broadway

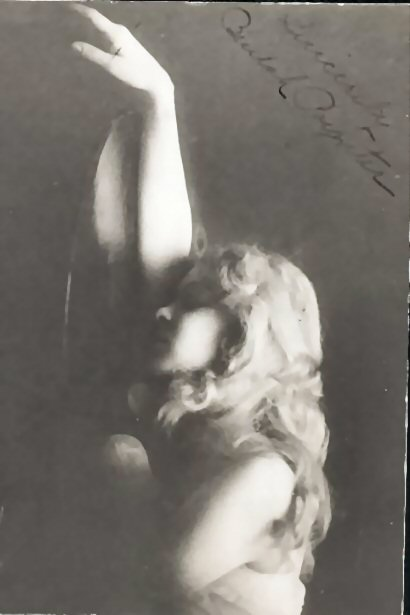
Beulah Poynter

Poynter escribió dos obras que aparecieron en Broadway, The Unborn en 1915 y One Way Street en 1928. En el Harris Theatre de Times Square interpretó el papel de Ethel Tate en la comedia de Stephen Gardner Champlin de 1919, Who Did it? De las tres producciones, sólo One Way Street alcanzó un mínimo éxito comercial con cincuenta y ocho representaciones en el George M. Cohan's Theatre entre diciembre de 1928 y febrero de 1929. The Unborn, en la que el villano es un abortista ilegal, se convirtió en el centro de un pleito por plagio entre Poynter y los productores de la película de 1916 The Sins that Ye Sin. Al final, el tribunal dictaminó que no había pruebas suficientes para apoyar la acusación de que los productores de la película habían plagiado la obra de Poynter y el caso fue desestimado.

## Hollywood
Poynter repitió sus papeles protagonistas en las adaptaciones de Hollywood de Lena Rivers (1914) y The Little Girl That He Forgot (1915), y apareció en otras cuatro películas mudas, The Ordeal (1914), Born Again (1914), Hearts and Flowers (1914) y Heats of Men (1915). Otras tres películas, The Miracle of Money (1920), The Splendid Folly (1933) y Love Is Dangerous (1933) fueron adaptaciones de obras de Poynter.

## Vida personal
El 19 de noviembre de 1904, Poynter se casó con el actor Burton S. Nixon en Creston, Iowa. Nixon, nativo de Nevada, Misuri, se convirtió en el director de escena y de negocios de Poynter durante los años que duró su matrimonio. Poynter se casó dos veces más, con John Bowers (né Bowersox), su actor principal a principios de la década de 1910. Y en 1930, con George Leffler (1874-1951), un actor que se convirtió en productor teatral y agente de contratación. Esta última unión terminaría con su muerte en 1951. Poynter falleció nueve años después, a los 77, en Manhasset, Long Island.

## Trabajos literarios seleccionados

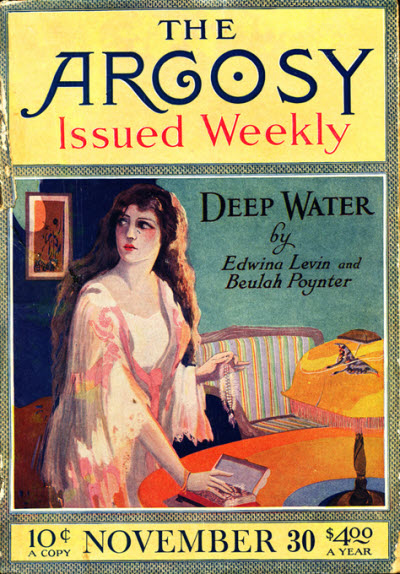
Poynter es coautor de Deep Water, publicado por entregas en The Argosy en 1918

- Lena Rivers: Dramatized from Book por Mary J. Holmes; Drama en 4 actos (1906)[29]
- The Queen of the Sea (1907)[30]
- Molly Bawn, una dramatización del libro de Margaret Wolfe Hungerford (1908)[31]
- The Little Girl That He Forgot (1910)[4]
- The Hoosier Schoolmaster, una dramatización del libro de Edward Eggleston (1910)[32]
- The Cause of the War: A Comedy in 1 Act, por John Bowers (1914)[33]
- Marrying Off Emmy, short story (1919)[34]

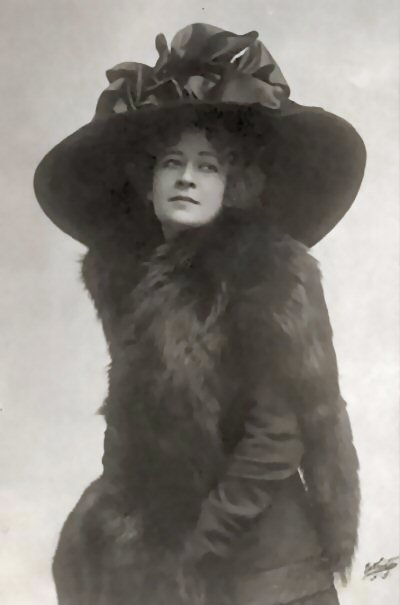
Beulah Poynter

- The First Thrill, una farsa misteriosa en tres actos (1921)[35]
- Thumbs Down: a Comedy in Three Acts por Edwin Levin (1921)[36]
- The Murillo Mystery (1927)[37]
- The Girl at the Stage Door: A Love Story (1929)[38]
- The Gingham Bride: A Love Story (1929)[39]
- The Splendid Folly (1929)[40]
- Gay Caprice: A Love Story (1929)[41]
- Fires of Youth: A Love Story (1929)[42]
- Helping Hortense, historia de sindicato (1930)[43]
- The Squatter Girl: A Love Story (1930)[44]
- Joan of the River: A Love Story (1930)
- Love is Like That: A Love Story (1930)[45]
- The Husband Hunter (1930)[46]
- Cinderella on Broadway, historia de sindicato (1931)[47]
- Honeymoon Cruise: A Love Story (1931)[48]
- Mad Marriage: A Love Story (1931)[49]
- Murder on 47th Street (1931)[50]
- The Make-Believe Bride: A Love Story (1931)[51]
- Everything but Love (1933)[52]
- Dancing Man: A Love Story (1933)[53]
- The Circus-Girl Wife: A Love Story (1934)[54]
- Donna of the Big Top (1934)[55]
- Love's Labor Won: A Love Story (1934)[56]
- Lost Rapture (1934)[57]
- The Disappearance of Mary Amber (1934)[58]
- A Woman Dies (1935)[59]
- The Enchanted Hour (1935)[60]
- Love is not Enough: A Love Story (1936)[61]
- Mad Folly: A Love Story (1937)[62]
- No Time for Tears; or, Faith, Hope and no Charity (1945)[63]
- White Trash (1952)[64]

## Recursos
1. 1 2 3  books.google.com/books?id=qI0BAAAAMAAJ  Daughters of the American Revolution Beulah Poynter Bowers, ID Number: 117643 born in Eagleville, Mo., wife of John Bowers Lineage Book, 1931, p. 199] Consultado el 25 de mayo de 2014
2. 1 2  Iowa, Select Marriages, 1809–1992 about Beulah Margurite Poynter, born 1883 Eagleville, Mo., married Burton S. Nixon Nov. 19, 1904 at Creston, Union, Ia., Ancestry.com
3. ↑  1900 Census, Bethany, Missouri, Ancestry.com
4. 1 2  Who's Who in Music and Drama, 1914, p. 252 Consultado el 18 de mayo de 2014
5. ↑  Heading illegible (column 3). The Sandusky Star Journal, 13 de junio de 1905, p. 3
6. ↑  Good Drama First of Season at Bell. Benton Harbor News Palladium, 16 de agosto de 1905, p. 5
7. ↑  Lena Rivers Coming. Goshen Democrat (Goshen, Indian), 5 de octubre de 1906, p. 8
8. ↑  Amusements. Washington Post, 24 de abril de 1908, p. 12
9. ↑  Local Siftings. Decatur Daily Review (Decatur, Illinois), 13 de marzo de 1910, p. 5
10. ↑  The Theatre - Beulah Poynter. Coshocton Daily Age (Coshocton, Ohio), 15 de agosto de 1910, p. 5
11. ↑  Bestable - The Little Girl He Forgot. Syracuse Herald, 2 de abril de 1911, p. 34
12. ↑  The Majestic Will Open Doors to Theare-Goers with The Hoosier Schoolmaster on Thursday. Fort Wayne Journal Gazette (Fort Wayne, Indiana), 6 de agosto de 1911, p. 24
13. ↑  At Majestic Theatre This Week. Fort Wayne Journal Gazette, 3 de septiembre de 1911, p. 14
14. ↑  Park. Indianapolis Star, 1 de octubre de 1911, p. 39
15. ↑  Beulah Poynter in New Dramatic Comedy, A Kentucky Romance. Des Moines Daily News (Des Moines), 25 de noviembre de 1911, p. 3
16. ↑  Miss Beulah Poynter Coming Again to the Crescent. The Herald (New Orleans, Louisiana), 24 de octubre de 1912, p. 7
17. ↑  Beulah Pointer in A Kentucky Romance. Fort Wayne Journal Gazette, 9 de febrero de 1913, p. 15
18. ↑  Plays that are Coming. Kansas City Star, 3 de abril de 1913, p. 9
19. ↑  Drama by John Corbin. The New York Times, 18 de junio de 1919, p. 20
20. ↑  Beulah Poynter - Internet Broadway Database Consultado el 20 de mayo de 2014
21. ↑  Blevins, Tim, 2012, p. 184 Film & Photography on the Front Range, ISBN 1567352979 Consultado el 26 de mayo de 2014,
22. ↑  from Marrying off Emmy (1919)
23. ↑  from Love is Like That (1930)
24. ↑  Beulah Poynter - Internet Movie Database Consultado el 21 de mayo de 2014
25. ↑  Will Play Here. Sandusky Star Journal (Sandusky, Ohio), 6 de junio de 1905, p. 6
26. ↑  Beulah Leffler –Manhattan, N.Y., 1930 U.S. Census – Ancestry.com
27. ↑  George Leffler, Producer, Dies, 77. New York Times, 6 de agosto de 1951 p. 21
28. ↑  Death Notices. New York Times, 14 de agosto de 1960, p. 93
29. ↑  Poynter, B. (1906). Lena Rivers: Dramitized[!] from Book by Mary J. Holmes; Drama in 4 Acts.
30. ↑  Catalog of Copyright Entries. Books, Dramatic Compositions 1907, p. 641 Retrieved May 24, 2014
31. ↑  Molly Bawn to Step from a Book. New Brunswick Daily Times, March 26, 1908, p. 2
32. ↑  The Hoosier Schoolmaster. Fort Wayne Sentinel, August 7, 1911, p. 9
33. ↑  Catalog of Copyright Entries. Part 1. [B] Group 2. Dramatic Compositions Retrieved May 25, 2014
34. ↑  Goble, Alan, 1999, p. 869. The Complete Index to Literary Sources in Film, Retrieved May 27, 2014
35. ↑  Catalog of Copyright Entries: Musical Compositions, 1947, p. 15 Retrieved May 24, 2014
36. ↑  Catalog of Copyright Entries, Part 1 Books Group 2, 1922, p. 608 Retrieved May 23, 2014
37. ↑  Poynter, B. (1927). The Murillo Mystery. Henry Altemus Company.
38. ↑  Poynter, B. (1929). The Girl at the Stage Door: A Love Story. Chelsea House.
39. ↑  Poynter, B.; Chelsea House Publishers (1929). The Gingham Bride: A Love Story. Chelsea House.
40. ↑  «The Splendid Folly by Poynter, Beulah: Chelsea House, New York Hardcover - Curious Book Shop». abebooks.com. Consultado el 26 de mayo de 2014.
41. ↑  Poynter, B.; Chelsea House Publishers (1929). Gay Caprice: A Love Story. Chelsea House.
42. ↑  Fires of youth : a love story (Book, 1929) [WorldCat.org]. worldcat.org. OCLC 18462418. Consultado el 26 de mayo de 2014.
43. ↑  Helping Hortense. Wisconsin Rapids Daily Tribune, July 19, 1930, p. 5
44. ↑  «The Squatter Girl: A Love Story by Poynter, Beulah: Chelsea House Hardcover, 1st Edition - Gyre & Gimble». abebooks.com. Consultado el 26 de mayo de 2014.
45. ↑  Poynter, B.; Chelsea House Publishers (1930). Love is Like that: A Love Story. Chelsea House.
46. ↑  Poynter, B.; Chelsea House Publishers (1930). The Husband Hunter: A Love Story. Chelsea House.
47. ↑  Cinderella on Broadway, Syracuse Herald August 28, 1931, p. 17
48. ↑  Poynter, B.; Chelsea House Publishers (1931). Honeymoon Cruise: A Love Story. Chelsea House.
49. ↑  Poynter, B.; Chelsea House Publishers (1931). Mad Marriage: A Love Story. Chelsea House.
50. ↑  Poynter, B. (1931). Murder on 47th Street. Crime Club, Incorporated.
51. ↑  Poynter, B. (1932). The Make-believe Bride: A Love Story. Chelsea House.
52. ↑  [books.google.com/books?id=38AcAQAAMAAJ The Retail Bookseller, Volume 36, 1933, p. 95] Consultado el 23 de mayo de 2014
53. ↑  Poynter, B.; Chelsea House Publishers (1933). Dancing Man: A Love Story. Chelsea House.
54. ↑  Poynter, B.; Chelsea House Publishers (1934). The Circus-girl Wife: A Love Story. Chelsea House.
55. ↑  [books.google.com/books?id=PVZbAAAAIAAJ Catalog of Copyright Entries. Part 1. Books Group 2. 1935, p. 431]
56. ↑  Poynter, B.; Chelsea House Publishers (1934). Love's Labor Won: A Love Story. Chelsea House.
57. ↑  Poynter, B. (1934). Lost Rapture. Greenberg.
58. ↑  Poynter, B. (1934). The Disappearance of Mary Amber. Greenberg.
59. ↑  Poynter, B. (1935). A Woman Dies. Greenberg.
60. ↑  Poynter, B. (1935). The Enchanted Hour. Regent House.
61. ↑  Poynter, B.; Chelsea House Publishers (1936). Love is Not Enough: A Love Story. Chelsea House.
62. ↑  «poynter beulah - AbeBooks». abebooks.co.uk. Consultado el 26 de mayo de 2014.
63. ↑  Catalog of Copyright Entries, Part 1, Group 3 - Dramatic Compositions, Motion Pictures, NOS. 1-12 1945, p. 53 Consultado el 25 de mayo de 2014
64. ↑  Poynter, B. (1952). White Trash. Universal Pub. and Distributing Corporation.